# Chrysobothris monticola
Chrysobothris monticola är en skalbaggsart som beskrevs av Henry Clinton Fall 1910. Chrysobothris monticola ingår i släktet Chrysobothris och familjen praktbaggar. Inga underarter finns listade i Catalogue of Life.